# Championnat du Guyana de football 2019
Navigation
Saison précédente Saison suivante
La saison 2019 du Championnat du Guyana de football est la dix-huitième édition du championnat national au Guyana. Les dix formations participantes sont regroupées au sein d'une poule unique où elles s'affrontent une seule fois.
C'est le club du Fruta Conquerors FC, tenant du titre, qui remporte à nouveau la compétition cette saison après avoir terminé en tête du classement final, avec sept points d'avance sur le Western Tigers FC et dix sur Den Amstel. Il s’agit du troisième titre de champion du Guyana de l'histoire du club.

## Équipes participantes
Ce tableau présente les dix équipes qualifiées pour disputer le championnat 2019. On y trouve le nom des clubs, leur année de fondation si connue, la date où ils ont joint la ligue, le nom des stades dans lesquels ils évoluent ainsi que la capacité et la localisation de ces derniers.
| Club                    | Fondé | Stade                                 | Capacité | Ville         |
| Ann's Grove United FC   |       | Stade de Georgetown (en)              | 2 000    | Georgetown    |
| Buxton United (en)      |       | Stade communautaire de Buxton         | 2 000    | Buxton (en)   |
| Den Amstel              |       | Centre national de Leonora            | 5 000    | Leonora       |
| Fruta Conquerors FC     | 1982  | Stade de Georgetown (en)              | 2 000    | Georgetown    |
| Guyana Defence Force FC | 1985  | Stade de la Guyana Defence Force (en) | 1 000    | Georgetown    |
| Milerock FC             | 1972  | MacKenzie Sport Club Ground           | 2 000    | Linden        |
| Police FC               |       | Stade de Georgetown (en)              | 2 000    | Georgetown    |
| Santos Georgetown (en)  | 1984  | Stade Providence                      | 20 000   | Georgetown    |
| Victoria Kings FC (en)  | 1995  | Stade de Georgetown (en)              | 2 000    | Victoria (en) |
| Western Tigers FC (en)  | 1976  | Stade de Georgetown (en)              | 2 000    | Georgetown    |

| \| Georgetown : Ann's Grove Fruta Conquerors Defence Force Police Santos Western Tigers Georgetown Buxton United Den Amstel Milerock Victoria \| Localisation des clubs. |
| Georgetown : Ann's Grove Fruta Conquerors Defence Force Police Santos Western Tigers Georgetown Buxton United Den Amstel Milerock Victoria                               |

## Compétition
Le barème de points servant à établir le classement se décompose ainsi :
- Victoire : 3 points
- Match nul : 1 point
- Défaite : 0 point

### Phase régulière
| Rang | Équipe               | Pts | J | G | N | P | Bp | Bc | Diff |
| ---- | -------------------- | --- | - | - | - | - | -- | -- | ---- |
| 1    | Fruta Conquerors T   | 27  | 9 | 9 | 0 | 0 | 43 | 5  | +38  |
| 2    | Western Tigers FC    | 20  | 9 | 6 | 2 | 1 | 21 | 9  | +12  |
| 3    | Den Amstel           | 17  | 9 | 5 | 2 | 2 | 23 | 13 | +10  |
| 4    | Guyana Defence Force | 14  | 9 | 4 | 2 | 3 | 14 | 10 | +4   |
| 5    | Buxton United        | 11  | 9 | 3 | 2 | 4 | 9  | 11 | -2   |
| 6    | Santos Georgetown P  | 10  | 9 | 3 | 1 | 5 | 11 | 19 | -8   |
| 7    | Police FC P          | 8   | 9 | 2 | 2 | 5 | 7  | 12 | -5   |
| 8    | Milerock FC -3       | 6   | 9 | 2 | 3 | 4 | 8  | 16 | -8   |
| 9    | Victoria Kings FC -3 | 4   | 9 | 2 | 1 | 6 | 12 | 29 | -17  |
| 10   | Ann's Grove United   | 4   | 9 | 1 | 1 | 7 | 2  | 26 | -24  |

|  | Champion du Guyana 2019                            |
|  | T : Tenant du titre P Promu de la saison 2017-2018 |

### Résultats
| Résultats (▼dom., ►ext.)                                   | AGU  | BU  | DEN | FRU | GDF | MIL | POL | SAN | VIC | TIG |
| Ann's Grove United                                         |      | 0-0 |     |     | 1-3 |     | 1-0 |     |     | 0-2 |
| Buxton United                                              |      |     |     | 1-5 | 1-0 | 4-1 | 0-0 |     |     | 0-3 |
| Den Amstel                                                 | 5-0  | 1-0 |     | 0-3 |     |     |     | 5-3 |     | 0-3 |
| Fruta Conquerors FC                                        | 10-0 |     |     |     |     | 4-0 |     | 4-0 |     |     |
| Guyana Defence Force                                       |      |     | 1-1 | 1-2 |     |     | 2-0 |     | 2-1 |     |
| Milerock FC                                                | 1-0  |     | 1-1 |     | 0-0 |     |     | 1-2 | 3-1 |     |
| Police FC                                                  |      |     | 0-2 | 2-4 |     | 1-1 |     | 2-0 | 2-0 |     |
| Santos Georgetown                                          | 2-0  | 1-0 |     |     | 0-3 |     |     |     |     | 2-2 |
| Victoria Kings FC                                          | 3-0  | 0-3 | 2-8 | 1-8 |     |     |     | 2-1 |     |     |
| Western Tigers FC                                          |      |     |     | 0-3 | 4-2 | 3-0 | 2-0 |     | 2-2 |     |
| - Victoire à domicile - Match nul - Victoire à l'extérieur |      |     |     |     |     |     |     |     |     |     |

## Bilan de la saison
| Championnat du Guyana de football 2019 |                             |
| Champion                               | Fruta Conquerors (3e titre) |
| Dauphin                                | Western Tigers              |
| Coupes et trophées                     |                             |
| Vainqueur de la Coupe du Guyana 2019   | Non disputée                |
| Qualifications continentales           |                             |
| Caribbean Club Shield 2020             | Aucun                       |